# 仏徳寺 (土岐市)
佛徳寺（ぶっとくじ）は岐阜県土岐市曽木町にある曹洞宗の寺院。山号は瑞光山。

## 歴史
土岐市史によれば、寛永12年(1635年)に、曽木風土記によれば、万治元年(1658年)に、
恵那郡馬場山田村の盛久寺の七世の雲原岩亮が、平山に開山し、瑠璃光山　林泉寺として開山したが、後に槇平に移し、瑞光山 佛徳寺に改名したとされているが、佛徳寺にはその証は無い。
過去帳は、万治3年(1660年)から始まっている。それによれば檀家名と、今では存在しない地名(森下・釜磨・湯本・倉淵・會下平・紬久手・四辻)を知ることができる。
安永5年（1776年）、閹ヶ洞の西南のところで梵鐘を鋳造した。この梵鐘は太平洋戦争時の金属供出により失われた。
天明元年（1781年）11月、五世の柏節秀本が、「最勝塔」を建立し、その経緯が塔の両側面に刻まれている。その内容は長年の風雪に晒されて文字は不鮮明となっているが、國家昌平、萬邦和樂、諸災消除、福壽長久を心に念じ、金光明最勝王経の写経を発願し、碑文に書かれているが如く、無数の石を集めて一つ一つの石に書き写して、五年の歳月を経て念願の写経を成就させて、そこに「最勝塔」の碑を建立して後世に伝えようとした。
十一世の徹肝良祐の代に、開山の百五十回忌の遠忌を行った際に、本尊像と祈願位牌の2基を新造した。
明治35年（1902年）7月、十二世の大道即成の代に、火災に遭って古記録を失ったが、本尊像・過去帳・祈願位牌は残り、辛うじて断片的なことは知ることができる。
明治37年（1904年）、十四世の英山禅雄が曽木の地に赴き、明治44年（1911年）、中切の現在地に寺域を定め移転と再建の許可を得た。
大正4年（1915年）8月に、現在の伽藍を再建して入仏式が挙行された。
昭和34年(1959年)9月26日の伊勢湾台風で本堂が傾いたが、檀信徒の浄財によって改築し、茅葺を瓦葺に替えた。
開山堂は別棟であったが、本堂に併設された。
平成3年(1991年)、十六世の洞英宏之の晋山式の際に開山堂と位牌堂が手狭になってきたため改築を決定し、本堂の北側に開山堂を増築した。
庫裡は当地にあった民家を移築したものであったが老朽化したために改築を決定し、
平成18年(2006年)に着工し、平成19年(2007年)秋に完成した。

## 境内
門柱には「瑞光禅林仏徳精舎」と刻まれている。傍には石造地蔵尊と三界萬霊塔の板碑がある。
山門に、四脚の鐘楼門を構える。この横に薬師堂がある。この薬師堂に祀られている薬師如来像は、座高は1m程で台座は無い。
瑠璃光山 林泉寺から伝わったもので、中部四十九薬師霊場の二十八番札所の本尊となっている。三月十五日に大般若会、八月十六日に大施食会を行っている。